# Шочипилли

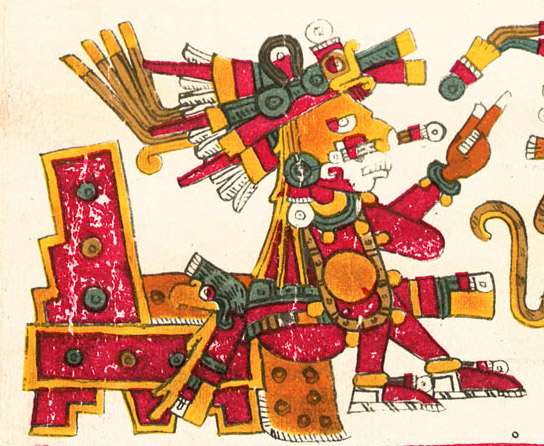
Изображение Шочипилли из Кодекса Борджиа 9 страница.

Шочипилли — божество искусства, игр, красоты, танцев, цветов и песен в мифологии ацтеков, покровитель 11-го дня месяца ацтекского календаря осоматли (обезьяна).
Его имя можно перевести как «принц цветов» (от слов на языке науатль «шочитль» (цветок) и «пилли» (принц)). Он также интерпретируется как покровитель гомосексуальности и мужчин-проститутов, что может быть связано с его тольтекским происхождением. В его честь ацтеками отмечался праздник «прощания с цветами», во время которого этому божеству приносилась человеческая жертва.

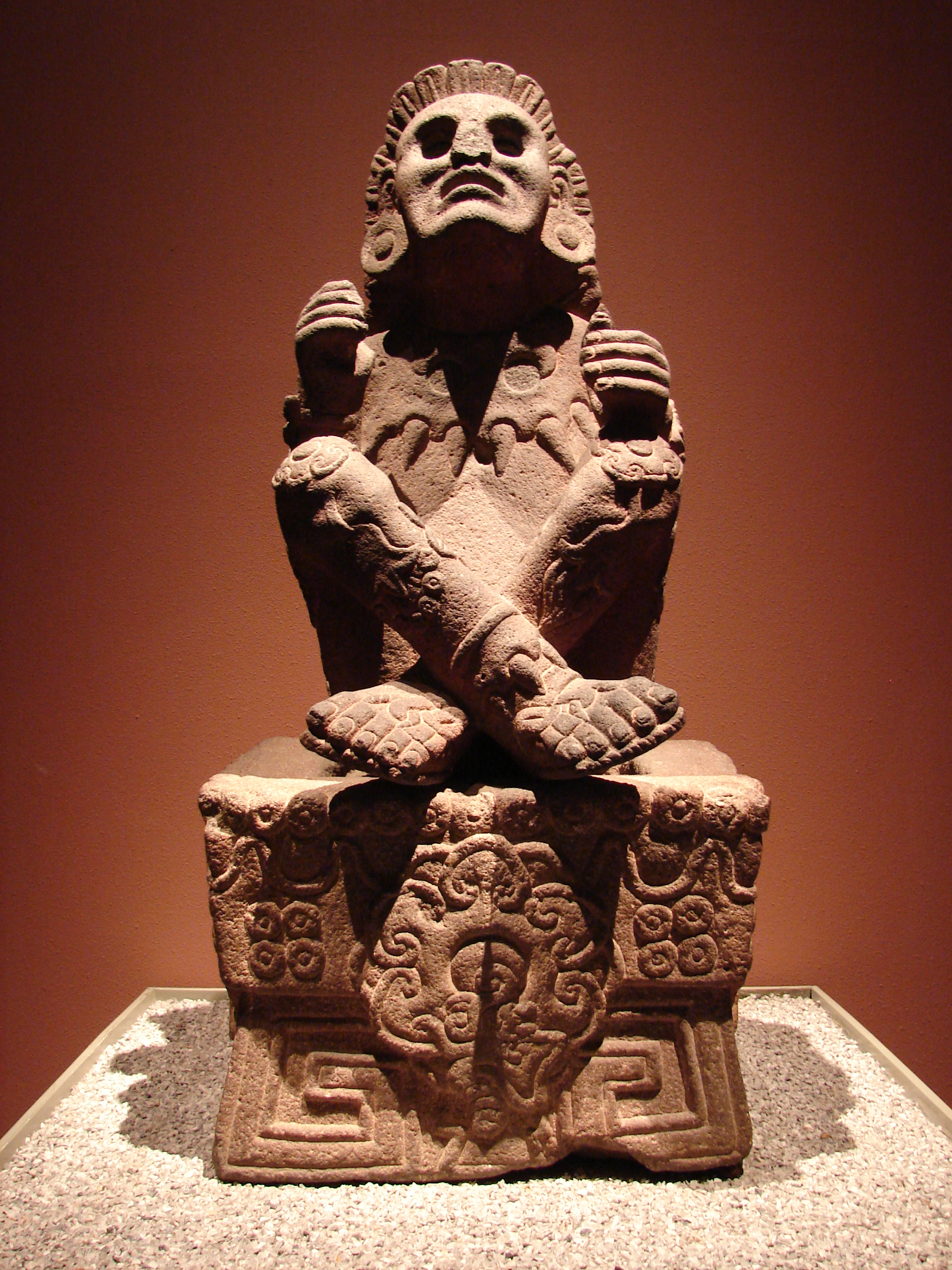
Статуэтка Шочипилли из Национального антропологического музея в Мехико

В 1800-х годах в Мексике была обнаружена статуэтка этого бога, сделанная в XVI веке, которая представляет его, по предположению учёных, в процессе употребления галлюциногенных грибов; ныне эта статуэтка является экспонатом Национального антропологического музея в Мехико.